# 城東郵便局 (静岡県)
城東郵便局（きとうゆうびんきょく、英語: Kitō Post Office）は、静岡県掛川市にある郵便局。旧称は佐束郵便局（さづかゆうびんきょく、英語: Sazuka Post Office）。

## 概要
静岡県掛川市中方に立地する郵便局である。城東郵便局が設置された地は、かつて静岡県小笠郡城東村であったことから、その村名が局名の由来となっている。

## 沿革
1916年（大正5年）10月13日の逓信省の告示に基づき、静岡県小笠郡佐束村にて同年10月16日に佐束郵便局が開局した。開局のきっかけは請願によるものである。当初は集配業務を取り扱わない三等郵便局として設置されており、このエリアの集配業務は平田村にある平田郵便局が担っていた。その後、佐束郵便局で集配業務を取り扱ってほしいとの機運が高まり、佐束村の村長である尾澤富平より第51回帝国議会に請願が提出された。これを受け、1927年（昭和2年）12月1日より集配業務と内外為替事務を取り扱うようになった。1930年（昭和5年）2月11日より電話交換業務を取り扱うことになり、内外電信および電話事務を手掛けるようになった。
佐束郵便局は集配三等局として、佐束村、および、周辺の村を配達エリアとしていた。当時の佐束村に駅は設置されておらず、鉄道も敷設されていなかった。しかし、東海道本線の掛川駅や堀ノ内駅に向かう路線バスが通っているなど、佐束村は地域の交通の要衝であり、当時としては「交通の便比較的良い」と評されていた。
1955年（昭和30年）1月1日、佐束村は土方村と合併し城東村が設置された。同年8月16日に佐束郵便局は城東郵便局に改称された。1973年（昭和48年）4月1日に城東村は大浜町と合併し大東町が設置されたが、城東郵便局の局名は特に改称されずそのまま業務を継続した。2005年（平成17年）4月1日に大東町は掛川市や大須賀町と合併しあらためて掛川市が新たに設置されたが、引き続き局名は改称されることなく現在に至る。

## 年表
- 1916年 - 佐束郵便局を設置[4]。
- 1927年 - 集配業務、内外為替事務の取り扱いを開始[4]。
- 1930年 - 内外電信および電話事務の取り扱いを開始[4]。
- 1955年 - 佐束郵便局が改称され城東郵便局を設置。

## 取扱内容
- 郵便[9]、印紙[9]、ゆうパック[9]、国際郵便[9]、e発送サービス[9]、キャッシュレス[9]
- 貯金[10]、貯金担保自動貸付[10]、為替[10]、振替[10]、振込（他の金融機関口座への送金）[10]、国債[10]、口座貸越サービス[10]、貯金小切手の振出[10]、簡易払い[10]、JP BANKカード（クレジットカード）[10]、通帳取り扱い（ATM）[10]、硬貨での取り扱い（ATM）[10]、払込用紙による通常払込み（ATM）[10]、ICキャッシュカード・通帳の磁気修復（ATM）[10]、二次元コードによる税公金支払い（ATM）[10]
- 生命保険[11]、バイク自賠責保険[11]、がん保険[11]